# 小林定义
小林定义（日语：／ Kobayashi Sadayoshi，1905年2月14日—1997年5月23日），日本男子曲棍球运动员。他曾代表日本国家队参加1932年夏季奥林匹克运动会曲棍球比赛，获得一枚银牌。他也曾在1964年奥运会担任日本男子曲棍球队主教练。